# Radiazione chilometrica aurorale
La radiazione chilometrica aurorale (AKR) è l'emissione intensa di onde radio, dovuta alla radiazione di ciclotrone degli elettroni, che ruotano attorno alle linee di forza del campo magnetico terrestre. La radiazione emessa ha frequenza fra i 50 e 500 kHz, mentre l'energia totale emessa va da circa 1 milione a 10 milioni di Watt.
Tale radiazione non può essere misurata da terra poiché la ionosfera riflette tali onde radio. Il motivo di ciò è dovuto al fatto che la ionosfera è costituita da plasma, il quale non è trasparente a onde elettromagnetiche a frequenze inferiori ai 50 MHz.
La radiazione può essere misurata esclusivamente da satelliti posizionati a grandi altitudini, quali il Fast Auroral Snapshot Explorer (FAST). Dai dati della missione Cluster II è emerso che l'AKR  si propaga nel cosmo attraverso un piano tangente al campo magnetico della sorgente.